# Evangelische Kirche (Rauischholzhausen)

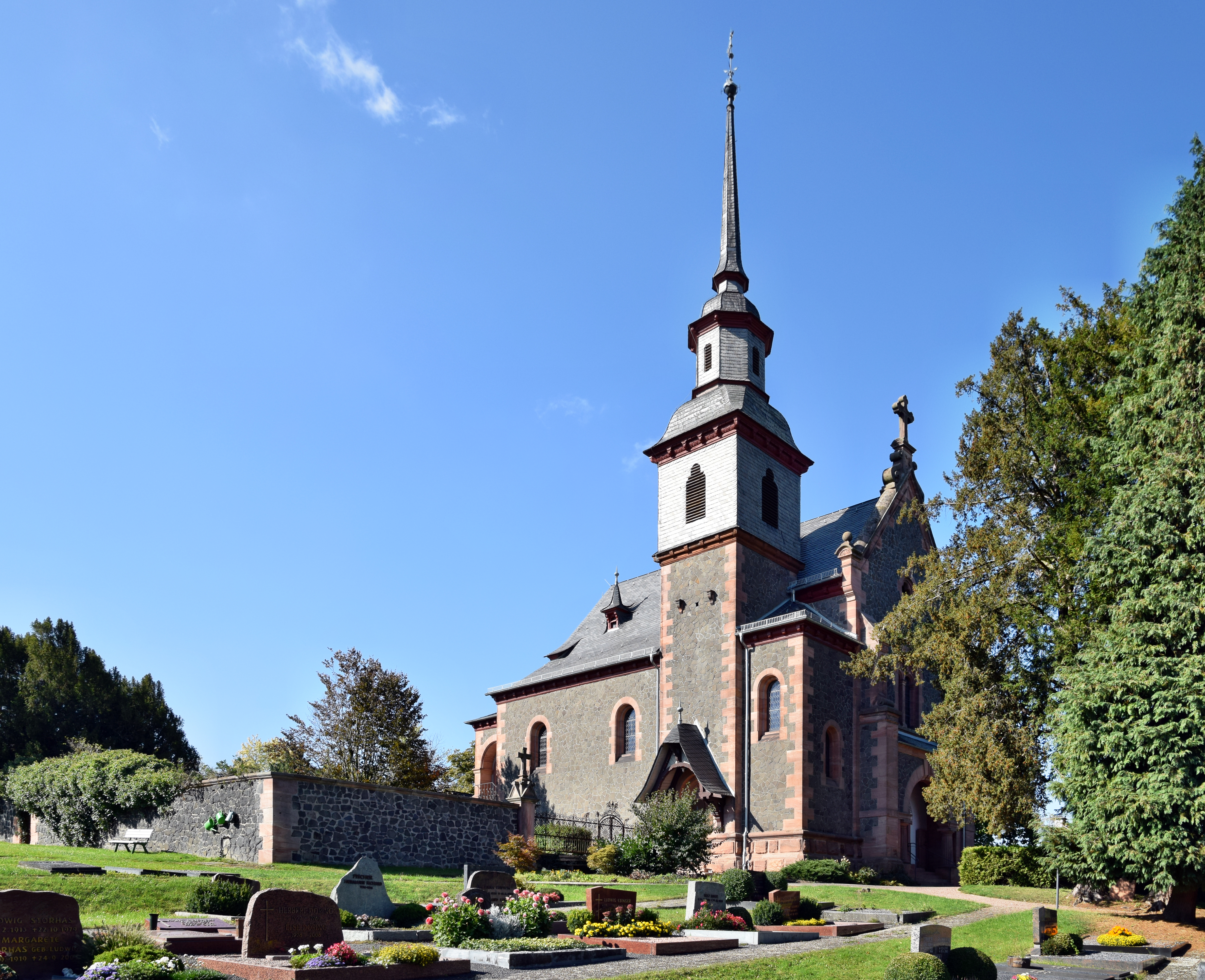
Evangelische Kirche in Rauischholzhausen

Die evangelische Kirche Rauischholzhausen ist ein denkmalgeschütztes Kirchengebäude, das in Rauischholzhausen steht, einem Ortsteil der Gemeinde Ebsdorfergrund im Landkreis Marburg-Biedenkopf in Hessen. Die Kirchengemeinde in Rauischholzhausen gehört zum Kirchenkreis Marburg im Sprengel Marburg der Evangelischen Kirche von Kurhessen-Waldeck.

## Beschreibung
Die von Ferdinand Eduard Stumm gestiftete Hallenkirche mit nur einem Seitenschiff wurde außerhalb des Dorfes für die 1900 abgerissene Dorfkirche von Aage Basse Gustav Kauffmann ausgeführt. Die Fassade mit dem Portal zeigt nach Norden. Ihr nach Süden ausgerichteter Chor hat einen 5/8tel Schluss. An ihn wurde 1908 nach Westen die Sakristei angebaut. Der Kirchturm ist im Norden des Seitenschiffs eingestellt.
Der Innenraum hat Emporen an zwei Seiten. Im Chor befindet sich eine doppelgeschossige Patronatsloge. Die Orgel mit zehn Registern auf zwei Manualen und Pedal wurde 1881 von den Gebrüdern Ratzmann gebaut und 1988 von Karl Lötzerich restauriert.